# José María Martín-Bejarano Serrano
José María Martín-Bejarano Serrano (Rota, Cadis, Andalusia, 6 de desembre de 1987), conegut com a José Mari, és un exfutbolista andalús que jugava com a migcampista. El seu darrer equip va ser el Cadis CF.

## Trajectòria
José Mari es va formar en les categories inferiors d'un dels equips de la seva localitat natal, la Unión Deportiva Roteña. El 2007 pas a formar part d'un altre conjunt gadità, l'Atlético Sanluqueño Club de Fútbol de la Tercera Divisió. Després d'un parell de temporades va fitxar pel Real Murcia per jugar als eu filial en Segona Divisió B durant la temporada 2009-10. En finalitzar aquesta marxa al Real Jaén, també de la Segona Divisió B, en el qual juga durant dues temporades fins a 2012.
L'estiu de 2012 va ser traspassat al Reial Saragossa, de Primera Divisió; tot i que era en principi un fitxatge realitzat per al filial del conjunt aragonès realitza la pretemporada amb el primer equip, a les ordres de Manolo Jiménez. Al final de la pretemporada, el 16 d'agost es confirma la seva presència definitiva en el primer equip saragossista. Debuta en primera divisió el 20 d'agost de 2012 a La Romareda, en el partit entre el Reial Saragossa i el Reial Valladolid.
El 6 de febrer de 2014, després de no explicar per a l'equip blanquillo, sense haver trobat club al mercat d'hivern, es desvincula del Reial Saragossa.
El 12 de febrer de 2014 es fa oficial el seu fitxatge pel Colorado Rapids de l'MLS per jugar la pretemporada amb l'equip nord-americà. Al mercat d'hivern, es confirma el seu retorn a la Primera Divisió espanyola després d'arribar a un acord amb el Llevant UE.
Després de descendir amb l'equip llevantí queda lliure, fent-se oficial el seu compromís amb el Cadis CF el 16 d'agost de 2016. L'octubre de 2019, amb gairebé 32 anys, va acordar una ampliació de contracte fins al 2020.
José Mari va jugar el seu partit número 100 amb el club el 6 de març de 2020, contra el CD Lugo. Posteriorment va jugar 28 partits durant la temporada (un gol), en què l'equip va tornar a la primera divisió, després d'una absència de 14 anys.